# マルリース・ヤンセンス
マルリース・ヤンセンス（Marlies Janssens、1997年6月4日 - ）はベルギーの女子バレーボール選手。ポジションはミドルブロッカー。ベルギー代表。

## 来歴

### クラブチーム
2014年、Topsportschool Vilvoordeに入団しバレーボール選手としてのキャリアをスタートさせる。2015年、VC Oudegemへ移籍。2016/17シーズンは国内リーグで準優勝した。2017年にAsterix AVO Beverenへ移籍。在籍した2017/18～2020/21シーズンすべての国内リーグで優勝を果たした。2019/20、2020/21シーズンではベストミドルブロッカー賞を受賞した。2021年、VDK Gentへ入団。2021/22シーズンのリーグ優勝に貢献し、自身もベストアウトサイドヒッター賞を受賞した。

### 代表チーム
2015年、アンダーカテゴリーの代表としてU-20欧州選手権に出場した。2017年、シニアのベルギー代表に初選出され、ワールドグランプリでデビューした。2018年より代表チームのレギュラーに抜擢されると、2019年のネーションズリーグの予選ラウンドでベストサーバー部門トップの活躍でチームは7位と躍進した。2021年、ネーションズリーグに出場し9位だった。2022年、世界選手権に出場し9位だった。

## 球歴
- 世界選手権 - 2022年
- ネーションズリーグ - 2018年、2019年、2021年、2022年
- 欧州選手権 - 2017年、2019年、2021年

## 受賞歴
- 2018年　ベルギーカップ　ベストミドルブロッカー賞
- 2020年　ベルギーカップ　ベストミドルブロッカー賞
- 2020年　2019/20ベルギーLiga A ベストミドルブロッカー賞
- 2021年　ベルギーカップ　ベストミドルブロッカー賞、ベストブロッカー賞、ベストサーバー賞
- 2021年　2020/21ベルギーLiga A ベストミドルブロッカー賞
- 2022年　2021/22ベルギーLiga A ベストミドルブロッカー賞

## 所属クラブ
- Topsportschool Vilvoorde（2014-2015年）
- VC Oudegem（2015-2017年）
- Asterix AVO Beveren（2017-2021年）
- VDK Gent（2021-2023年）
- VC Oudegem（2023-）